# 伊東信行
伊東 信行（いとう のぶゆき、1953年 - ）は日本の実業家。2012年より格付投資情報センター代表取締役会長。信州大学人文学部卒業。愛知県生まれ。

## 経歴
- 1974年 - 信州大学人文学部 卒業
- 1974年 - 日本経済新聞社 入社
- 2007年 - 同社 執行役員
- 2010年 - 日経リサーチ 代表取締役社長
- 2012年 - 格付投資情報センター 取締役兼専務執行役員
- 2014年 - 同社 代表取締役社長
- 2017年 - 同社 会長